# Eukoenenia thais
Espèce
Eukoenenia thais est une espèce de palpigrades de la famille des Eukoeneniidae.

## Distribution
Cette espèce est endémique de Thaïlande. Elle se rencontre dans la grotte Tham Chiang Dao dans la province de Chiang Mai.

## Description
La femelle holotype mesure 1,02 mm.

## Publication originale
- Condé, 1988 : Nouveaux palpigrades de Trieste, de Slovénie, de Malte, du Paraguay, de Thaïlande et de Bornéo. Revue Suisse de Zoologie, vol. 95, no 3, p. 723-750 (texte original).